# Rosa Luxemburg
Rosa Luxemburg (polj. Rozalia Luxenburg; Zamošć, 5. ožujka 1870. – 15. siječnja 1919.), bila je teoretičarka marksizma i demokratskog socijalizma.

## Uvod
Rođena je kao dijete židovske obitelji u ruskom dijelu Poljske, gdje je u mladosti sudjelovala u revolucionarnom pokretu. Nakon što su njezini drugovi stradali od ruskih carskih vlasti, emigrirala je u Švicarsku gdje je nastavila školovanje. Godine 1899. došla je u Njemačku gdje se pridružila lijevom krilu njemačke Socijaldemokratske partije (SPD). Tamo se zalagala za revolucionarno-demokratski marksizam nasuprot revizionističkom marksizmu. S približavanjem Prvoga svjetskog rata zalagala se za protivljenje militarizmu. Kada su SPD-ovi poslanici u Reichstagu glasali za ratne kredite, to je smatrala osobnim porazom. Godine 1916. odmetnula se od SPD-a i s Karlom Liebknechtom osnovala tzv. Spartakističku ligu, koja će poslije postati jezgrom KP-a. Nakon poraza Njemačke u ratu i proglašenja republike, Luxemburg se protivila nastavku revolucije po ruskom boljševičkom modelu, držeći da je boljševički model devijacija. Kada je došlo od nemira početkom 1919. godine, Luxemburg je uhvatila desničarska milicija Freikorps, mučili su je i na smrt pretukli kundacima.  
Kasnije je slovila za jednu od najvećih socijalističkih mučenica.

## Život

### Poljska
Rosa Luxemburg rođena je kao Rozalia 5. ožujka 1870. ili 1871. u Zamošću (Zamość) blizu Lublina. Izvori se razlikuju kad je riječ o godini njenog rođenja, u svom životopisu na Ciriškom sveučilištu navela je 1871. kao godinu rođenja, ali na njenoj maturalnoj svjedodžbi stoji da je 1887. imala sedamnaest godina, a u tom slučaju bi bila rođena 1870. Bila je peto dijete Židova, trgovca drvnom građom. Rosa je imala poremećaj rasta i bila je fizički hendikepirana cijelog života.
Kad se s obitelji preselila u Varšavu, pohađala je žensku gimnaziju od 1880. godine. Čak i u tim ranim godinama (od 1886.) bila je članica poljske ljevičarske stranke, "Proletarijata". Proletarijat je osnovan 1882., dvadeset godina prije ruskih radničkih stranaka i počeo je s organiziranjem općih štrajkova. Zbog toga je četvero vođa stranke ubijeno, a stranka se raspala. Neki od članova nastavili su se tajno sastajati. Rosa se pridružila jednoj od ovih skupina.
Godine 1887., Rosa je matururirala, a od 1889. godine studira na Ciriškom sveučilištu, zajedno s drugim značajnim socijalistima. Studirala je filozofiju, povijest, politiku, ekonomiju i matematiku. Specijalistički predmeti su joj bili Staatswissenschaft (znanost o upravljanju državom), Srednji vijek i ekonomske i burzovne krize.
Godine 1890. ukinuti su Bismarckovi zakoni protiv socijaldemokracije i Socijaldemokratska stranka Njemačke je po zakonu mogla osvojiti mandate u Reichstagu (parlamentu), ali usprkos svojim prorevolucionarnim izjašnjavanjima članovi parlamenta iz socijalističkih redova više su se bavili stjecanjem dodatnih parlamentarnih prava i materijalnog bogatstva.
Rosa Luxemburg se pak držala svojih revolucionarno-demokratskih i marksističkih načela. Godine 1893., zajedno s drugim socijalistima, osnovala je novine "Sprava Robotnica" (Sprawa Robotnicza), kao suprotnost nacionalističkim politikama Poljske socijalističke partije. Rosa je vjerovala da do neovisne Poljske može doći samo kroz revolucije u Njemačkoj, Austriji i Rusiji. Ustrajavala je na ideji da borbu valja voditi protiv samoga kapitalizma, a ne za neovisnu Poljsku. Luxemburgova je odbijala pravo na samoodređenje država (nacija) u socijalizmu, što je kasnije dovelo do napetosti između nje i Lenjina. 
Bila je suosnivač Socijaldemokratske stranke Kraljevine Poljske (SDKP), od koje je kasnije nastala Socijaldemokratska stranke Kraljevine Poljske i Litvanije (SDKPiL) spajanjem s litvanskom socijaldemokratskom organizacijom. Usprkos tomu što je veći dio svog života kao odrasla osoba živjela u Njemačkoj, Rosa Luxemburg ostala je glavni teoretičar poljskih socijaldemokrata.

### Njemačka
Godine 1898., Rosa Luxemburg udajom je stekla njemačko državljanstvo. Preselila se u Berlin. Postala je aktivna u lijevom krilu Socijaldemokratske stranke Nemačke (SPD), gdje je povukla oštru granicu između svoje frakcije i revizionističke teorije Eduarda Bernštajna, napadajući ga u brošuri pod naslovom "Socijalna reforma ili revolucija?". Njene govorničke sposobnosti ubrzo su je promaknule u glavnu govornicu stranke. Suprotstavila se sve konformističkijem parlamentarnom stranačkom smjeru SPD-a uoči sve očiglednijeg rata. Inzistirala je da se glavne razlike između kapitala i radništva mogu nadići jedino kad proletarijat preuzme demokratsku vlast, i nakon sveobuhvatnih revolucionarnih promjena u cijelom okruženju proizvodnih metoda. Željela je da revizionisti napuste SPD. Ovo se nije dogodilo, ali je rukovodstvo ostavilo marksizam u programu.
Od 1900., Rosa je isticala svoje stavove o tekućim ekonomskim i socijalnim problemima u raznim novinskim člancima diljem Europe. Njeni napadi na njemački militarizam i imperijalizam su postali jači kako je rat bio bliži, i trudila se uvjeriti SPD da skrene u suprotnom pravcu. Luxemburgova je željela organizirati generalni štrajk kako bi utjecala na radničku solidarnost u protivljenju ratu, ali je stranačko rukovodstvo ovo odbilo.
Između 1904. i 1906., njen rad je tri puta prekidan boravkom u zatvoru zbog političkih aktivnosti. 
Ipak, Luxemburgova je nastavila s političkim aktivnostima; 1907. je sudjelovala u petom partijskom danu Ruskih socijaldemokrata u Londonu. Na Drugom međunarodnom (socijalističkom) kongresu u Stuttgartu predložila je rezoluciju, koja je prihvaćena, a koja je tražila ujedinjenje svih europskih radničkih stranaka u pokušaju da se zaustavi rat.
U to vrijeme, Rosa Luxemburg je počela predavati marksizam i ekonomiju u trening centru SPD-a u Berlinu. Jedan od njenih studenata bio je vođa SPD-a, i prvi predsjednik Weimarske Republike, Friedrich Ebert.
Godine 1912. sudjelovala je na kongresu europskih socijalista u Parizu. S francuskim socijalistom, Jeanom Jaurèsom, dogovorila je da bi u slučaju izbijanja rata sve europske radničke stranke trebale organizirati generalni štrajk. Kako je rat bio bliži, ona je organizirala prosvjede, primjerice u Frankfurtu, pozivajući na prigovor savjesti za vojnu službu, i odbijanje izvršavanja naređenja. Zbog ovoga je optužena za "pozivanje na neposluštnost vlastima, zakonu i redu" ("enciting to disobedience against the authorities' law and order") i osuđena na godinu dana zatvora. Nije odmah upućena na izdržavanje kazne pa je mogla sudjelovati na sastanku socijalističke kancelarije. Bila je jako pogođena činjenicom da je u radničkim strankama nacionalizam bio jači od klasne svijesti.
Dana 28. srpnja, 1914., Austro-Ugarska je objavila rat Srbiji, i tako je otpočeo Prvi svjetski rat. Dana 3. kolovoza, Njemačko carstvo je objavilo rat Rusiji. Sljedećeg dana u Rajhstagu je jednoglasno odlučeno da se rat financira izdavanjem ratnih obveznica. Svi predstavnici SPD-a glasali su za ovaj zakon, a stranka je i pristala na primirje ("Burgfrieden") s vladom, obećavši da će se suzdržavati od štrajkova tijekom rata. Za Luxemburgovu je ovo bila osobni brodolom, zbog kojeg je na kratko čak razmišljala o samoubojstvu. Revizionizam, protiv kojeg se borila od 1899., je pobijedio, i rat je počeo.
S Karlom Liebknechtom i drugima poput Clare Zetkin i Franzom Mehringom, Rosa Luxemburg je 5. kolovoza 1914. osnovala grupu Internacionalu. Od nje je nastala Spartakistička liga, 1. siječnja 1916. objavili su brojne ilegalne pamflete s potpisom "Spartak" po tračkom gladijatoru koji je pokušao osloboditi robove u Rimu. Rosa Luxemburg je uzela ime "Junius", po Luciusu Juniusu Brutu, za koga se priča da je osnovao Rimsku republiku.
Grupa je odbacila 'prekid vatre' između SPD-a i njemačke vlade pod Vilimom II., i žestoko se borila protiv njega, zalažući se za generalni štrajk. Zbog toga je 28. lipnja 1916., Rosa Luxemburg osuđena na dvije i po godine u zatvoru. Za vrijeme boravka u zatvoru, bila je dvaput premještana, prvi put u Poznanj a zatim u Wrocław. U ovom razdoblju je napisala više članaka pod imenom "Junius", koje su njeni prijatelji prokrijumčarili iz zatvora, i ilegalno tiskali. Među njima je bio i članak Ruska revolucija. Ovaj članak je kritizirao boljševike i upozorio na opasnost razvijanja diktature iz boljševičke vlasti. U ovom kontekstu je napisala svoju čuvenu rečenicu: ""Freiheit ist immer die Freiheit des Andersdenkenden" (Sloboda je uvijek za one koji misle drukčije). Još jedna publikacija, 1916. je bila Die Krise der Sozialdemokratie (Kriza socijaldemokracije).
Godine 1917., kada su SAD ušle u rat, Spartakistička liga se pridružila Nezavisnoj socijaldemokratskoj partiji Nemačke (USPD), također grupi antiratnih bivših članova SPD-a, koja je osnovana 9. studenoga 1918. USPD je došla na vlast, kao vodeća stranka nove republike zajedno sa SPD-om. Ovo se dogodilo nakon ustanka (Njemačka revolucija) koji je počeo u Kielu, 4. studenoga 1918., kada je četrdeset tisuća mornara preuzelo luku u znak prosvjeda zbog odluke Njemačkoga pomorskog zapovjedništva da se upusti u sukob s Britanskom mornaricom, usprkos činjenici da je bilo jasno da je rat izgubljen. Do 8. studenoga, radnička i vojnička vijeća zauzela su veći dio zapadne Njemačke, postavljajući temelje za takozvani Räterepublik ("Republičko vijeće"). 
Luxemburgova je puštena iz zatvora u Wrocławu 8. studenoga, a i Liebknecht je također bio oslobođen, i reorganizirao je Spartakističku ligu. Oni su sada zajedno izdavali novine Die rote Fahne (Crvena zastava). U jednom od svojih prvih članaka, Luxemburg je zahtijevala amnestiju svih političkih zatvorenika i ukidanje smrtne kazne.
Ujedinjeni front raspao se krajem 1918., kada je USPD napustila koaliciju u znak prosvjeda zbog onoga što su oni smatrali kompromisima SPD-a s kapitalističkim statusom quo. Dana 1. siječnja 1919., Spartakistička liga je zajedno s drugim socijalističkim grupama osnovala KPD, prvenstveno na inicijativu Karla Liebknechta i Rose Luxemburg. Luxemburgova je podržavala sudjelovanje KPD-a u narodnoj ustavotvornoj skupštini, koja je osnovala Wajmarsku Republiku; ali je bila nadglasana. U 1. mjesecu je drugi revolucionarni val prošao Njemačkom, a neki od vođa KPD, uključujući Rosu Luxemburg, su bili neradi podržati ga, uviđajući njegov loš kraj. Rosu Luxemburg i Karla Liebknechta pripadnici Freikorpsa uhvatili su u Berlinu, 15. siječnja 1919., i ubili ih istoga dana. Luxemburgova je isprebijana na smrt kundacima puške, i bačena u obližnju rijeku, a Liebknecht je upucan u potiljak, i zatim ostavljen kao nepoznata osoba u obližnjoj mrtvačnici. Stotine članova KPD-a su ubijeni na sličan način, i vijeća su uništena.

## Dijalektika spontanosti i organizacije
Centralna osobina njene misli je bila dijalektika spontanosti i organizacije, gde se spontanost može smatrati srodnom izvanparlamentarnom "direktno-demokratskom" pristupu, a organizacija birokratskom ili stranačko-institucionalnom pristupu klasnoj borbi. Po ovoj dijalektici, spontanost i organizacija nisu dvije razdvojive ili čak različite stvari, nego samo različiti vidovi istog procesa, tako da jedan ne može postojati bez drugoga. Ova teoretska uočavanja proizlaze od osnovne i spontane klasne borbe; a kroz ova uočavanja, klasna borba se razvija na višoj razini.

"Radničke klase u svakoj zemlji uče boriti se tijekom samih svojih borba... Socijalna demokracija je samo napredna straža proletarijata, mali dio ukupnih radničkih masa; krv njihove krvi, i meso njihovog mesa. Socijalna demokracija traži i iznalazi načine, i pojedine parole, radničke borbe samo tijekom razvoja ove borbe, i dobiva smjernice za napredovanje kroz samu ovu borbu." (U revolucionarnom času: Šta dalje?, Sabrani radovi 1.2, str. 554.)

Spontanošću uvijek posreduje organizacija, upravo kao što organizacijom mora posredovati spontanost.
Ona je razvila dijalektiku spontanosti i organizacije pod uticajem valova masovnih štrajkova širom Europe, a pogotovo Ruske revolucije 1905. Za razliku od socijaldemokratske politike Druge internacionale, ona nije smatrala organizaciju proizvodom znanstveno-teorijskog uvida u povijesne imperative, nego proizvodom borbe radničkih klasa.

"Socijalna demokracija je jednostavno utjelovljenje klasne borbe modernog proletarijata, borbe koja je vođena svješću vlastitih povijesnih posljedica. Mase su u realnosti svoje vođe, dijalektički stvarajući vlastiti proces razvoja. Što više socijalna demokracija raste, postaje jača, više će prosvjetljene mase radnika preuzeti svoje sudbine, vodstvo nad svojim pokretom, i odlučnost pravca u vlastite ruke. I sveukupni pokret socijalne demokracije samo je svjesni napredak zaštite pokreta klase proletarijata, što u riječima Komunističkog manifesta predstavlja svaki pojedinačni momenat borbe stalnih interesa za oslobođenje i parcijalnih grupnih interesa radne snage protiv interesa pokreta kao cjeline, tako da su unutar socijalne demokracije njeni vođe moćniji, uticajniji, i jasnije i svjesnije čine sebe samo glasom volje i strjemljenja prosvijetljenih masa, običnim agentima objektivnih zakona klasnog pokreta." (Politički vođa nemačkih radničkih klasa, Sabrana djela 2, str. 280.)

i:

"Moderna klasa proletarijata ne vodi svoju borbu prema planu napisanom u nekoj teorijskoj knjizi; moderna radnička borba je dio historije, deo društvenog napretka, i u sred historije, u sred progresa, u sred borbe, mi učimo kako se moramo boriti... To je upravo ono šta je vrijedno hvale u vezi njega, to je upravo razlog zašto je ovaj kolosalni dio kulture, unutar modernog radničkog pokreta epohalan: to da radničke mase radnih ljudi prvo kuju sopstvenu svijest, sopstvena ubjeđenja, a iz svog razumijevanja - oružja svog oslobođenja." (Politika masovnih štrajkova i sindikata, Sabrana djela 2, p. 465)

## Kritika Oktobarske revolucije
Oštro kritizira politiku boljševizma, Lenjina i Trockog. Rosa Luxemburg nije prihvatila koncept jednostranačkoga sustava kao zamjenu za političku demokraciju, jer prema njoj radnička revolucija podrazumijeva postojanje političke demokracije.
Roza Luksemburg inzistirala je na socijalističkoj demokraciji:
"Sloboda samo za pristaše vlade, samo za članove jedne stranke, koliko god da je brojna, to uopće nije sloboda. Sloboda je uvijek i isključivo sloboda za onoga koji misli drukčije. Ne zbog bilo kakvog fanatičnog koncepta "pravde", nego jer sve što je poučno, zdravo i pročišćavajuće u političkoj slobodi zavisi od ove bitne osobitosti, a njegova učinkovitost nestaje kada "sloboda" postane posebna privilegija. (...) Ali socijalistička demokracija nije nešto što započinje samo u obećanoj zemlji, nakon što su temelji socijalističke ekonomije stvoreni; ona (demokracija) ne dolazi kao neka vrsta božićnog poklona za dostojanstvene ljude koji su, u međuvremenu, lojalno podržavali gomilu socijalističkih diktatora. Socijalistička demokracija počinje istovremeno s početkom uništavanja klasne vladavine i izgradnje socijalizma."
Kada je revolucija izbila i u Njemačkoj, u studenome 1918., Rosa Luxemburg odmah je počela agitirati za revoluciju:

"Ukidanje vladavine kapitala, ostvarivanje socijalističkog društvenog reda — ovo, i ništa manje, je povijesna tema trenutne revolucije. Ovo je veliki poduhvat, i neće biti ispunjen za tren oka jednostavnim izdavanjem nekoliko dekreta. Samo kroz svjesnu akciju radničkih masa u gradu i selu, ovo se može ostvariti, samo kroz najvišu intelektualnu zrelost ljudi i neiscrpni idealizam ovaj se cilj može provesti kroz sve oluje sigurno do luke." (Početak, Sabrana djela 4, p. 397)

Socijalna revolucija zahtijeva vlast u rukama masa, u rukama radničkih i vojničkih vijeća. Ovo je program revolucije. Dug je, međutim, put od vojnika — od "čuvara reakcije" (Gendarmen der Reaktion) — do revolucionarnog proletera.

## Uloga stranke
Stranka, napredna garda radničke klase, treba samo da da uvid radničkim masama da je socijalizam neizbježan, i da pokrene socijalističku revoluciju. Unutrašnje kontradikcije kapitalizma, antagonizam između kapitala i rada, će održavati revoluciju. Revolucija će, međutim, obrazovati mase, i načiniće revolucionare od njih, smatrala je Rosa Luxemburg:

"Povijest ima samo jednog pravog učitelja, revolucija je najbolja škola proletarijata. Oni će omogućiti da "mala horda" najklevetanijih i progonjenijih postane, korak po korak, ona čiji će ih pogledi na svijet opredeliti: borbena i pobjednička masa revolucionarnog, socijalitičkog proletarijata." (The National Conference of the Spartacist League, Sabrana djela 4, str. 478.)

Zadatak stranke je samo obrazovati zaostale mase prema neovisnosti, omogućiti, da preuzmu moć nad sobom. Učenje o subjektivnom elementu revolucije, je svijest radničke klase o svom povijesnom poslanju, koje stranka može ostvariti. Do same revolucije može doći samo kroz radničku klasu. Stranka koja govori u ime radnika, 'predstavlja' ih - na primer u parlamentima - i djeluje umjesto njih, će se zaplesti, i sama postati instrumentom kontrarevolucije.

## Posljednje riječi: vjera u revoluciju
Posljednje poznate riječi Rose Luxemburg, napisane večeri kad je ubijena, su bile o njenoj vjeri u mase, i u neizbežnost revolucije:

"Vodstvo je zakazalo. Pa ipak, vodstvo može i mora ponovo biti iznjedreno iz masa, i od masa. Mase su odlučujući element, one su kamen na kojem će biti izgrađena konačna pobjeda revolucije. Mase su bile na visini; one se razvile ovaj 'poraz' u jedan od povijesnih poraza koji su ponos i snaga internacionalnog socijalizma. I to je razlog zbog kojeg će buduća pobjeda procvjetati iz ovog 'poraza'.

'Red vlada u Berlinu!' Vi glupi lakeji! Vaš 'red' je izgrađen na pijesku. Sutra će se već revolucija 'dići uz buku' i objaviti uz fanfare, vašem teroru:

Ja sam bila, ja jesam, ja ću biti!"

(Red vlada u Berlinu, Sabrana djela 4, str. 536.)

## Citati
- Njen vjerojatno najpoznatiji citat je: "Sloboda je uvijek sloboda za disidente" (Freiheit ist immer Freiheit der Andersdenkenden, koji se obično citira kao "Sloboda je uvijek i isključivo sloboda za onoga koji misli drukčije").
- "Marksizam je revolucionarni pogled na svijet koji se uvijek mora boriti za nova otkrivenja. Marksizam se ne smije gnušati ničega kao mogućnosti da očvrsne u svom trenutnom obliku. On je u svom najboljem izdanju kad se seže u samokriticizam, i u povijesnoj grmljavini i munjama, on zadržava svoju snagu."

## Memorijali
Vlada Istočne Njemačke je imenovala Rosa-Luxemburg-Platz i postaji podzemnog metroa na njemu, u povijesnom središtu Berlina, Mitte, po njoj. Volksbühne (Narodno kazalište) se nalazi na Rosa-Luxemburg-Platzu. Ovo ime je ostalo nepromijenjeno i nakon ujedinjenja Njemačke.

## Radovi
- Gesammelte Werke ("Sabrana djela"), 5 tomova, Berlin 1970–1975.
- Gesammelte Briefe ("Sabrana pisma"), 6 tomova, Berlin 1982–1997.
- Politische Schriften ("Politički spisi"), uredio i napisao uvod Osip K. Flehthajm, 3 toma, Frankfurt na Majni 1966 ff.

## Vanjske poveznice
- Sabrana djela Rose Luxemburg na engleskom jeziku